# Marecchia
Marecchia – rzeka we wschodnich Włoszech, przepływająca przez regiony Toskania, Marche i Emilia-Romania.
Rzeka wypływa z należącego do północnych Apeninów masywu Alpe della Luna, po czym płynie w kierunku północno-wschodnim i uchodzi w mieście Rimini do Morza Adriatyckiego.
Długość rzeki wynosi ok. 70 km, a powierzchnia jej dorzecza ok. 600 km².